# Un jardin sur l'Oronte (opéra)
Pour les articles homonymes, voir Un jardin sur l'Oronte (homonymie).
Personnages
- Oriante (soprano)
- Isabelle (mezzo-soprano)
- Zobéïde (soprano)
- Badoura (mezzo-soprano)
- Guillaume (ténor)
- L'Émir (baryton)
- Le prince d'Antioche (baryton)
- L'Évêque (basse)
- L'Écuyer (ténor)
- Deux guetteurs (1 basse et 1 ténor)
- Quatre marchands (2 ténors, 1 basse et 1 baryton)
- Deux gardes (1 basse et 1 baryton)
- Guerriers musulmans ; chevaliers francs ; soldats du prince d'Antioche ; femmes musulmanes ; femmes chrétiennes ; Arabes ; enfants ; juifs et juives ; danseuses musulmanes ; danseurs, danseuses et musiciens du prince d'Antioche

Un jardin sur l'Oronte est un drame lyrique en quatre actes et huit tableaux, dont Franc-Nohain a tiré le livret du roman éponyme de Maurice Barrès et dont Alfred Bachelet a composé la musique. Il fut créé dans des décors et des costumes de René Piot exécutés par Mouveau, Solatgès et Mathieu, avec une chorégraphie de Léo Staats et l'orchestre dirigé par Philippe Gaubert, le 7 novembre 1932 à l'opéra Garnier, à Paris.

## Genèse
Selon Constantin Photiadès,
Une répétition générale de l'œuvre eut lieu le 3 novembre 1932 à l'opéra Garnier.

## Création
L'œuvre fut créée dans des décors et des costumes de René Piot exécutés par Mouveau, Solatgès et Mathieu, avec une chorégraphie de Léo Staats et l'orchestre dirigé par Philippe Gaubert, le 7 novembre 1932 à l'opéra Garnier, à Paris.

## Distribution
| Rôle | Tessiture     | Créateur (7 novembre 1932)                      |
| --- | ------------- | ----------------------------------------------- |
| Oriante | Soprano       | Suzanne Balguerie                               |
| Isabelle | Mezzo-soprano | Marisa Ferrer                                   |
| Zobéïde | Soprano       | Renée Mahé                                      |
| Badoura | Mezzo-soprano | Odette Ricquier                                 |
| Guillaume | Ténor         | José de Trévi                                   |
| L'Émir | Baryton       | Martial Singher                                 |
| Le prince d'Antioche | Baryton       | Arthur Endrèze                                  |
| L'Évêque | Basse         | Armand Narçon                                   |
| L'Écuyer | Ténor         | José Luccioni                                   |
| Premier guetteur | Basse         | Henri Etcheverry                                |
| Deuxième guetteur | Ténor         | Madlen                                          |
| Premier marchand | Ténor         | Henri Le Clezio                                 |
| Deuxième marchand | Basse         | Louis Morot                                     |
| Troisième marchand | Ténor         | Raoul Gilles                                    |
| Quatrième marchand | Baryton       | Pierre Nougaro                                  |
| Premier garde | Basse         | Léon Ernst                                      |
| Deuxième garde | Baryton       | Jules Forest                                    |
| Guerriers musulmans ; chevaliers francs ; soldats du prince d'Antioche ; femmes musulmanes ; femmes chrétiennes ; Arabes ; enfants ; juifs et juives ; danseuses musulmanes ; danseurs, danseuses et musiciens du prince d'Antioche |               | Soutzo, Didion, Binois, Simoni, Goubé et autres |

## Réception

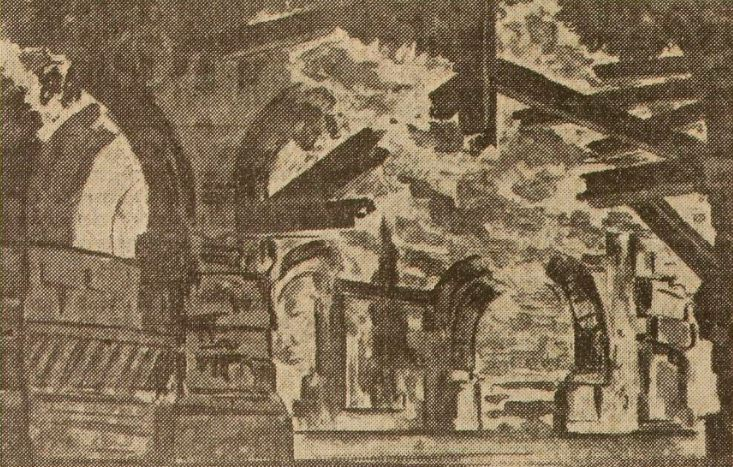
Maquette du décor du 3e acte (René Piot).

Paul Dukas écrivit ceci : 

« La musique du Jardin est marquée du grand signe de l'unité, qui est la marque la plus rare. Dans la rigueur admirable de cette continuité de style, sa diversité d'accent et sa souplesse d'expression, qui va du coloris le plus voluptueux au pathétique le plus émouvant, font de cette partition une des œuvres les plus magistrales, à coup sûr, qu'on nous ait données en France depuis bien longtemps. »